# کانگ سونگ-سان
کانگ سونگ-سان (انگلیسی: Kang Song-san; زاده ۳ مارس ۱۹۳۱ – درگذشته ۲۵ ژوئن ۲۰۰۰) سیاست‌مدار اهل کره شمالی بود. وی دو بار از ۲۷ ژانویه ۱۹۸۴ تا ۲۹ دسامبر ۱۹۸۶ و سپس از ۱۱ دسامبر ۱۹۹۲ تا ۲۱ فوریه ۱۹۹۷ نخست‌وزیر این کشور بود. کانگ سونگ-سان در ۲۵ ژوئن ۲۰۰۰، در ۶۹ سالگی درگذشت.